# Cotoneaster x watereri
Cotoneaster x watereri er en stor, vintergrøn busk med en tragt-agtig vækstform. Hovedgrenene er tragtformet oprette og kun forgrenet nederst, lige over rodhalsen.

## Beskrivelse
Barken er først mørkebrun og blank, men den bliver senere næsten sort og ru med lyse barkporer. Meget gamle grene kan have furede grene. Knopperne er spredte, små og næsten hårløse. Bladene er elliptiske og helrandede. Oversiden er glat og mørkegrøn, mens undersiden er lidt lysere. Blomsterne sidder i halvskærme ved bladhjørnerne. De er små og hvide med en tung duft. Frugterne er koralrøde bæræbler, som bliver siddende til langt ud på vinteren. Frøene kan godt spire, men de giver et meget varieret afkom.
Denne krydsning sælges kun i eksemplarer, der er podet på grundstammer af rynket dværgmispel. Krydsningen har altså denne plantes rod. Den fremkalder – som alle arter af "kernefrugtgruppen" – jordtræthed, og den angribes dødeligt af Ildsot.
Højde x bredde og årlig tilvækst: 4 × 4 m (30 × 30 cm/år), men de enkelte sorter har meget forskellig vækstkraft. Målene kan anvendes ved udplantning.

## Hjemsted
I og med at der er tale om en krydsning, kan der ikke henvises til noget geografisk hjemsted. Da busken er et blandingsprodukt af C. frigidus, C. henryanus, C. rugosus og Pilebladet Dværgmispel kan man dog slå fast, at busken trives bedst i halvskygge på en mineralrig, lerholdig jord.